# Glicherie Ilie
Glicherie Ilie (n. 1962, satul Cotu Băii, comuna Fântâna Mare, județul Suceava) este un cleric ortodox de stil vechi din România, care îndeplinește în prezent funcția de episcop-vicar al Bisericii Ortodoxe de Stil Vechi din România. 

## Biografie
Glicherie Ilie s-a născut în  anul 1962, în satul Cotu Băii din comuna Fântâna Mare (județul Suceava), într-o familie de oameni credincioși, primind la botez numele de Gheorghe Ilie. Încă din copilărie participă activ la viața Bisericii din localitatea natală, luând parte la slujbele din zilele de duminică sau de sărbători religioase. Tatăl său era cântăreț de strană la Biserica din localitate. 
Dupa finalizarea studiilor în anul 1980, la vârsta de 18 ani, intră ca frate la Mănăstirea Slătioara, unde primește sfaturile și binecuvântarea IPS Mitropolit Glicherie Tănase. În mănăstire ia parte la cursurile de cântări psaltice, susținute de ierodiaconul Vlasie Mogârzan (viitorul mitropolit al Bisericii Ortodoxe de Stil Vechi din România). După un an de la venirea în mănăstire, primeste fesul călugăresc și rasa din mâna mitropolitului Glicherie, iar după efectuarea  stagiului militar, depune jurământul monahal, fiind tuns în monahism de către I.P.S. Mitropolit Silvestru Onofrei. În anul 1986 de sărbătoarea Sfântului Eftimie cel Mare este hirotonit ierodiacon, pe seama Bisericii Mănăstirii Slătioara, iar trei ani mai târziu este hirotonit ieromonah. În anul 1989, este hirotesit duhovnic, iar mai târziu este ridicat la rangul de arhimandrit. La Mănăstirea Slătioara, ieromonahul Glicherie se ocupă cu aprovizionarea cu alimente, cât și cu buna organizare și administrare a blocului alimentar și a magaziilor de depozitare a materialelor sau a diferite produse, din incinta mănăstirii. 
În ziua de sâmbătă, 4/17 noiembrie 2007, în ziua prăznuirii Sfântului Cuvios Ioanichie cel Mare, arhimandritul Glicherie a fost hirotonit la Mănăstirea Slătioara ca episcop-vicar al Bisericii ortodoxe de Stil Vechi din România, cu titlul de „Ieșeanul”. Hirotonirea PS Glicherie întru arhiereu a fost săvârșită de către ierarhii Bisericii Ortodoxe de Stil Vechi din România (IPS Vlasie Mogârzan, PS Demostene Ioniță, PS Ghenadie Gheorghe, PS Sofronie Oțel, PS Teodosie Scutaru, PS Antonie Tătaru, PS Iosif Mogârzan și PS Flavian Bârgăoanu). 
Datorită lipsei condițiilor materiale nefavorabile vieții monahale, P.S. Episcop Glicherie Ieșeanul își menține reședința la Mănăstirea Slătioara, de unde veghează la bunul mers al vieții duhovnicești din județul Iași .